# Formostenus cotabatensis
Formostenus cotabatensis là một loài tò vò trong họ Ichneumonidae.